# 拉朗德圣西梅翁
拉朗德圣西梅翁（法語：La Lande-Saint-Siméon，法語發音：[la lɑ̃d sɛ̃ simeɔ̃] ⓘ）是法国奥恩省的一个市镇，属于阿让唐区。

## 地理
拉朗德圣西梅翁（48°49'20"N, 0°26'9"W）面积5.33 平方千米，位于法国诺曼底大区奧恩省，该省份为法国西北部内陆省份，北起顺时针与卡爾瓦多斯省、厄尔省、厄尔-卢瓦省、萨尔特省、马耶讷省和芒什省接壤。
与拉朗德圣西梅翁接壤的市镇（或旧市镇、城区）包括：奥恩河畔梅尼勒于贝尔、卡昂、圣奥诺里内-拉沙尔东、阿蒂斯-瓦勒德鲁夫尔。

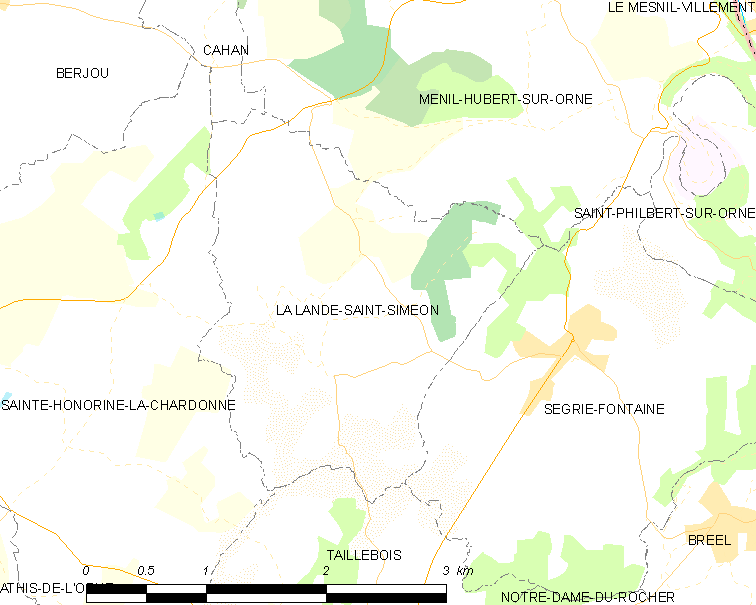
拉朗德圣西梅翁的OSM定位图

拉朗德圣西梅翁的时区为UTC+01:00、UTC+02:00（夏令时）。

## 行政
拉朗德圣西梅翁的邮政编码为61100，INSEE市镇编码为61219。

## 政治
拉朗德圣西梅翁所属的省级选区为阿蒂斯-瓦勒德鲁夫尔县。

## 人口

1962-2008年间拉朗德圣西梅翁人口变化图示

拉朗德圣西梅翁于2022年1月1日时的人口数量为163人。